# Lago Neagh
El lago Neagh, denominado en inglés lough Neagh (pronunciación [lɒx neɪ]) y en irlandés loch nEathach (pronunciación [lɔx ˈɲahax]), está ubicado en Irlanda del Norte y es el mayor lago de la isla de Irlanda con un área de 388 km². De aproximadamente 30 km de largo y 15 km de ancho, se encuentra a unos 30 km al oeste de Belfast. Es poco profundo en sus orillas y su profundidad media es de 9 metros; la mayor profundidad que llega a alcanzar es de 25 metros.
Cinco de los seis condados de Irlanda del Norte tienen acceso a las orillas del lago: Antrim, Armagh, Londonderry, Down y Tyrone. Entre las poblaciones cercanas al lago destacan Antrim, Toomebridge, Ballyronan, Lurgan, Craigavon y Magherafelt.